# 123 Pułk Piechoty Liniowej (Francja)
123 Pułk Piechoty Liniowej Wielkiej Armii – jeden z francuskich pułków piechoty okresu wojen napoleońskich. Wchodził w skład Wielkiej Armii Cesarstwa Francuskiego.

## Działania zbrojne
- 1794: Fleurus, Ourthe i La Roer
- 1795: Mayence
- 1812: Połock, Berezyna
- 1813: Wittenberga i Wessel